# سن-نیکولا (بلژیک)
شهر سن-نیکولا (به فرانسوی: Saint-Nicolas) در شهرستان لیئژ  در استان لیئژ  در منطقه فدرال والوون در کشور بلژیک واقع شده‌است.